# 透明色のクルージング
「透明色のクルージング」（とうめいしょくのクルージング）は、2016年5月11日に発売されたfox capture planとKeishi Tanakaのシングルである。

## 概要
- 両アーティストのレーベルよりバージョン違いのシングルとしてリリースされた[3]。
- fox capture planにとって初めてボーカルを迎えた作品となった[3]。
- 当シングルのリリースを記念した両アーティストのジョイントツアー「the CRUSING tour」が全国8か所で開催された[4]。

## 収録曲

### fox capture plan盤
1. 透明色のクルージング (3:51)
  - 作詞・作曲：Keishi Tanaka
2. 傘を持たない君と音楽を（fox capture plan Remix） (4:43)
  - 作詞・作曲：Keishi Tanaka、リミックス：fox capture plan

田中の2ndソロアルバム『Alley』収録曲のリミックス。
3. Silent Fourth（4:06）
4. Yellow Counter（5:03）
5. 透明色のクルージング（fox capture plan Instrumental Version）（3:55）
BS日テレ系情報番組『深層NEWS』金曜オープニングテーマ[1]

### Keishi Tanaka盤
1. 透明色のクルージング (3:55)
  - 作詞・作曲：Keishi Tanaka
2. Anything You Want (4:48)
ジョン・ヴァレンティのカバー。
3. More Today Than Yesterday（4:32）
スパイラル・ステアケースのカバー。
4. After Rain（fox capture plan Remix）（3:42）
  - 作詞・作曲：Keishi Tanaka

田中の1stソロアルバム『Fill』収録曲のリミックス。
5. 透明色のクルージング（fox capture plan Instrumental Version）（3:55）
BS日テレ系情報番組『深層NEWS』金曜オープニングテーマ[1]

## 収録アルバム
| 透明色のクルージング - 『What's A Trunk?』（Keishi Tanaka） - 『CLIPS』（Keishi Tanaka） Yellow Counter - 『Match Up』（jizue×fox capture plan） 『傘を持たない君と音楽を（fox capture plan Remix）』 - 『CLIPS』（Keishi Tanaka） | Anything You Want - 『CLIPS』（Keishi Tanaka） More Today Than Yesterday - 『CLIPS』（Keishi Tanaka） |

## リリース一覧
| 発売日        | 形態     | バージョン         | 品番    | レーベル     | 脚注  |
| ------------- | -------- | ------------------ | ------- | ------------ | ----- |
| 2016年5月11日 | CD       | fox capture plan盤 | PWT-22  | Playwright   | [ 3 ] |
| 2016年5月11日 | 音楽配信 | fox capture plan盤 |         | Playwright   | [ 5 ] |
| 2016年5月11日 | CD       | Keishi Tanaka盤    | NIW-119 | Niw! Records | [ 6 ] |
| 2016年5月11日 | 音楽配信 | Keishi Tanaka盤    |         | Niw! Records | [ 7 ] |